# Steve Horvath

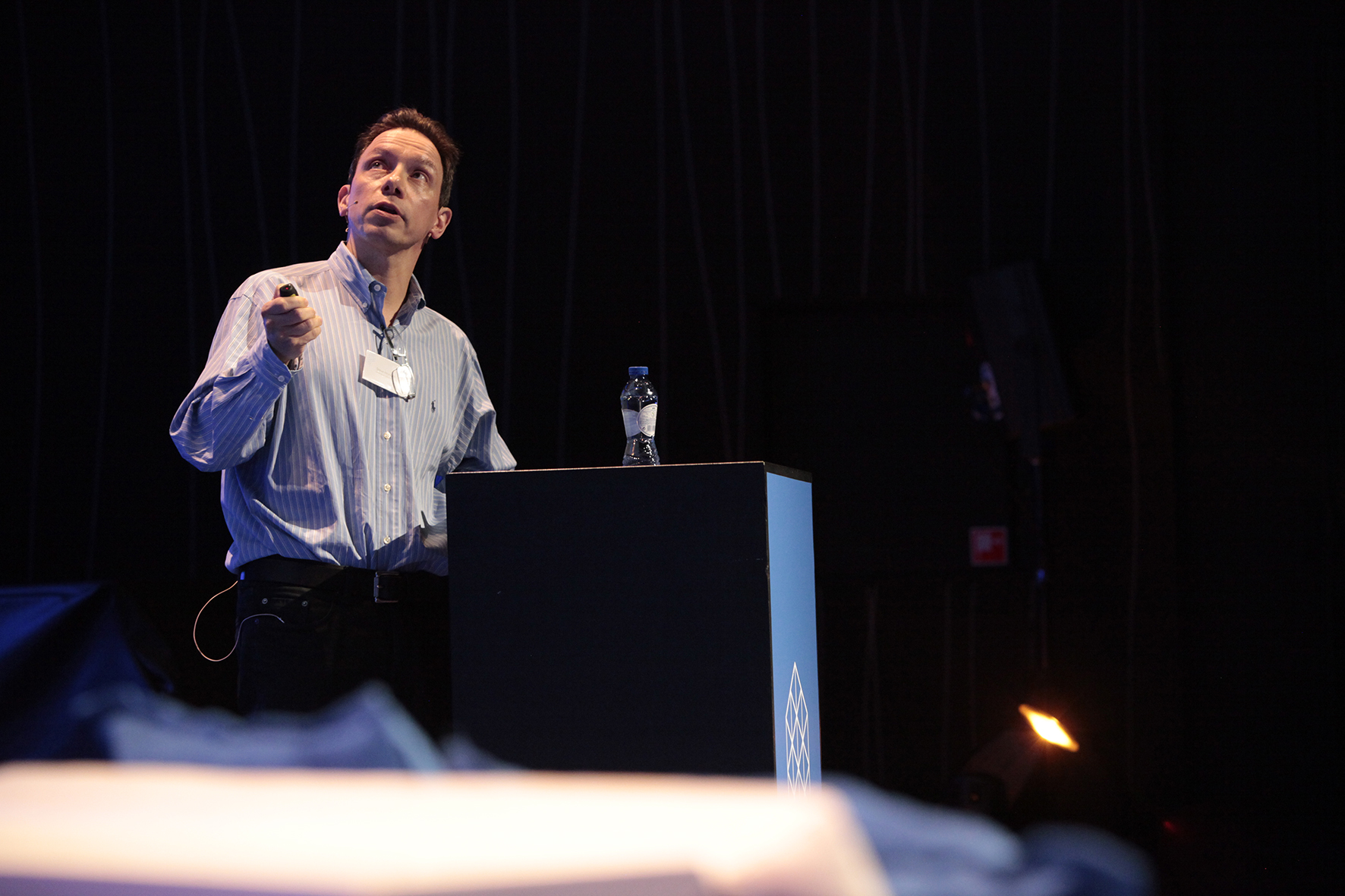
Steve Horvath, 2015

Steve Horvath (* 25. Oktober 1967 als Stephan Horvath in Frankfurt am Main) ist ein deutsch-amerikanischer Alterungsforscher, Genetiker und Biostatistiker. Er war Professor für Humangenetik und Biostatistik an der University of California, Los Angeles (UCLA) und arbeitet jetzt bei Altos Labs in Cambridge.

## Biografie
Horvath ist in Frankfurt am Main geboren. Sein Studium der Mathematik und Physik an der Technischen Universität Berlin schloss er 1989 mit einem Vordiplom ab. 1995 promovierte er in Mathematik an der University of North Carolina at Chapel Hill, 2000 in Biostatistik an der Harvard School of Public Health. 2000 ging er zur University of California, Los Angeles (UCLA), wo er als Professor für Humangenetik und Biostatistik arbeitet. Seit 2022 ist Horvath wissenschaftlicher Leiter des Start-up-Unternehmens Altos Labs, das Medikamente für Antiaging entwickelt.

## Forschungsgebiete
Horvaths Forschungsschwerpunkt liegt an der Schnittstelle von Biostatistik, Bioinformatik, rechnergestützter Biologie, Krebsforschung, Genetik, Epidemiologie, maschinellem Lernen und Systembiologie. Ziel ist die Bekämpfung verschiedener Krankheiten, etwa Alterskrankheiten, Krebs, Herz-Kreislauf-Erkrankungen, HIV, Huntington-Krankheit und neurodegenerative Erkrankungen.

## Die epigenetische Uhr
Aufmerksamkeit erregte Horvath vor allem mit seinen Arbeiten an der sogenannten epigenetischen Uhr, die es gestattet, das Alter eines Menschen anhand von Veränderungen an der DNA mit relativ großer Genauigkeit aus einer Zellprobe, etwa einer Blutprobe, zu bestimmen. Die epigenetische Uhr wird deshalb auch oft Horvath-Uhr genannt.
Weitere Forschungen zielen darauf, das biologische Altern zu verlangsamen oder gar zurückzudrehen. Bei diesen Untersuchungen spielt auch Steven Horvaths eineiiger Zwillingsbruder Marcus eine wichtige Rolle. Er fungiert sozusagen als Kontrolle bei einem derzeit laufenden Selbstversuch. Nachdem Horvath festgestellt hatte, dass sein Bruder Markus nach der epigenetischen Uhr drei Jahre jünger war, begann Steve eine spezielle Diät und nahm das Medikament Metformin. Innerhalb weniger Monate konnte Steve diesen Unterschied ausgleichen, womit er zeigen konnte, dass das biologische Alter zurückgedreht werden kann.

## Auszeichnungen
- 2017: Allen Distinguished Investigator Award für Uhrstudien in Wirbeltieren
- 2019: Schober Award für ausgezeichnete innovative Studien zur epigenetischen Uhr
- 2022: Nathan W. Shock Award
- 2022: Berufung zum Fellow der American Statistical Association
- 2023: WNAR Outstanding Impact Award für epigenetische Uhren und gewichtete Analysen von Korrelationsnetzen[9]

## Publikationen (Auswahl)
- Weighted Network Analysis. Springer Verlag 2011. ISBN 978-1441988188
- DNA methylation age of human tissues and cell types. In: Genome Biology. (2013). Vol. 14. S. 1–20.
- mit Raj,K.:DNA methylation-based biomarkers and the epigenetic clock theory of ageing. In: Nature Reviews Genetics. Vol. 19 (2018). S. 371–384
- et al.: An epigenetic clock analysis of race/ethnicity, sex, and coronary heart disease. In: Genome biology. Vol. 17. (2016), S. 1–23
- et al.: DNA methylation aging and transcriptomic studies in horses. In: Nature communications Vol. 13 (2022), S. 40